# حكومة ائتلافية
الحكومة الائتلافية أو الوزارة الائتلافية هي وزارة في حكومة برلمانية تشترك فيها عدة أحزاب. السبب الشائع لهذا الإجراء هو أن أي من الأحزاب لم يحصل على أغلبية الأصوات في البرلمان. كما إنها تشكل في أوقات الأزمات كحالات الحرب أو الأزمات السياسية أو الاقتصادية الكبرى قد تقوم الأحزاب بتشكيل حكومة وحدة وطنية أو حكومة تحالف كبير.
والوزارة القائمة على أساس الائتلاف الذي يضم أغلبية برلمانيه أكثر استقراراً وأطول عمراً من وزارة الأقلية البرلمانية. ففي الوقت الذي تكون فيه الأولى معرضة للصراعات الداخلية فإن لديها أسباباً أقل من الأخيرة للقلق من مواجهة التصويت بحجب الثقة ولكن حكومة أغلبية الحزب الواحد تعد أكثر استقراراً طالما إن بإمكانها المحافظة على أغلبيتها.
والحكومات الائتلافية أكثر شيوعاً في البلدان التي يقوم فيها البرلمان على التمثيل النسبي لعدد من الأحزاب، ولا وجود لهذا النوع من الحكومة في البلدان التي يتم فيها اختيار الحكومة من قبل الرئيس عوضاً عن البرلمان كما هو الحال عليه في الولايات المتحدة الأمريكية. أما في الأنظمة شبه الرئاسية كما في فرنسا التي يقوم رئيس الجمهورية رسمياً بتعيين رئيس الوزراء ولكن يتعين على الحكومة برغم ذلك الحصول على ثقة البرلمان فتظهر الحكومات الأئتلافية بشكل منتظم. ومن الدول التي لديها حكومات ائتلافية تشمل الدول الإسكندنافية وفي بلجيكا وهولندا ولوكسمبورغ وألمانيا وإيطاليا والمغرب وتركيا وإسرائيل، وقد حكمت سويسرا حكومة ائتلافية فضفاضة مؤلفة من أقوى أربعة أحزاب في البرلمان منذ عام 1959 وتسمى حكومتها بحكومة الوصفة السحرية. ويتم في بعض الأحيان تشكيل الحكومات الائتلافية في أوقات المصاعب أو الأزمات التي تعصف بالبلد كما في أوقات الحرب وذلك لمنح الحكومة درجة أكبر من القبول والشرعية وكذلك لتخفيف حدة النزاع السياسي الداخلي.

## التشكيل
وللتعامل مع الحالات التي لا يتم فيها تحقيق أغلبية واضحة تقوم الأحزاب أما بتشكيل حكومة ائتلافية تدعمها أغلبية برلمانية أو بحكومة أقلية برلمانية قد تتألف من حزب واحد أو بضعة أحزاب. ففي ألمانيا على سبيل المثال تعتبر الحكومات الائتلافية هي القاعدة لأنه يندر أن يفوز أي من الأحزاب الثلاثة الرئيسية فيها بأغلبية مقاعد البرلمان، ولهذا فإنها تشكل حكومات ائتلافية على الأقل مع واحد من الأحزاب الصغيرة، ولقد حكم حزب المستشار هلموت كول للفترة من 1998 لغاية 2005 في حكومة ائتلافية شكلها مع حزب آخر بينما شكل حزب المستشار غيرهارد شرويدر ائتلافاً مع حزب الخضر. وإذا ما إنهار الائتلاف ما فإنه يجري حينها تصويت بالثقة على الحكومة الائتلافية. ولقد حدثت حالة كهذه في إسرائيل التي تنشط فيها عدد كبير من الأحزاب السياسية، ولهذا قام حزب يمين الوسط الليكود بتشكيل حكومة ائتلافية مع جماعات اليمين المتطرف بينما تحالف حزب العمل مع أحزاب أخرى يسارية وأكثر اعتدالاً. وفي كلا البلدين الائتلافات الكبيرة بين الحزبين الرئيسيين تحدث هي الأخرى ولكن ذلك أمر نادر الحدوث لأن الأحزاب الكبرى تفضل المشاركة مع أحزاب أصغر، ولكن في حال تعذر على أي من الأحزاب الكبيرة الحصول على أغلبية كافية فقد تلجأ إلى خيار التحالف فيما بينها، وهو ما يحصل الآن في ألمانيا حيث ففي الانتخابات المبكرة في سبتمبر 2005 لم يحصل الحزبان الكبيران على أغلبية كافية تتيح لهم تشكيل تحالف مع أحد الأحزاب الأخرى كما لم يتمكن ائتلاف (SPD) مع حزب الخضر من الفوز بأغلبية كافية لاستمرار حكومتهم الائتلافية. وأدى ذلك إلى ظهور ائتلاف كبير بين (CDU/ CSU) و(SPD) ولكن شراكة كهذه عادة ما تتضمن تركيبة وزارية مشكلة بعناية. وانتهى الأمر بتحالف (CDU/CSU) للفوز بمنصب المستشارية فيما حاز تحالف SPD على معظم وزارات الحكومة الائتلافية.
ويمكن للحكومة الائتلافية أن تتألف من أي عدد من الأحزاب، ففي ألمانيا نادراً ما يتألف ائتلاف من أكثر من حزبين (بما أن حزبي CDU و CSU لا يتنافسان ضد بعض وعادة ما يشكلان قائمة انتخابية واحدة لذا يعتبران كحزب واحد)، أما في بلجيكا حيث توجد أحزاب سياسية للناطقين بالهولندية وأخرى للناطقين بالفرنسية فإن وجود ائتلافات تتكون من ستة أحزاب أمر شائع. والائتلاف الحاكم في الهند (التحالف التقدمي الموحد) فيتألف من 14 عشر حزباً مختلفاً. أما فنلندا فقد شهدت أكثر الحكومات استقراراً منذ الاستقلال في ظل تحالف مؤلف من خمسة أحزاب تأسس في سنوات التسعينات. وفي أستراليا إتحد الحزبان الليببرالي المحافظ والوطني في ائتلاف دائم. وقد حظي هذا الائتلاف بدرجة من الاستقرار (أقله على المستوى الفدرالي) والاستمرار حتى أصبح لأستراليا نظام سياسي مكون من حزبين رئيسيين. وفي بريطانيا لم تتشكل الحكومات الائتلافية (وتسمى الحكومة الوطنية) منذ عام 1915 إلا في أوقات الأزمات الوطنية، وأبرزها تلك التي حكمت للفترة من 1931 - 1940. وفي الحالات الأخرى وحينما يعجز أي من الأحزاب عن الفوز بالأغلبية يكون أمر تشكيل حكومات أقلية برلمانية هو القاعدة. ومع ذلك فإن حكومة إقليم اسكتلندا هي حكومة ائتلافية بين حزب العمال والحزب الديمقراطي الليبرالي السكوتلنديين، وذلك لأن حزب العمال لا يمتلك أغلبية في البرلمان الإسكتلندي.

## مؤيدو ومعارضو فكرة الحكومة الائتلافية
غالباً ما يتم تشكيل الحكومات الإتئلافية في البلدان التي يكون نظامها الانتخابي يعتمد مبدأ التمثيل النسبي. يقول مؤيدو التمثيل النسبي بان الحكمومة الائتلافية تقود إلى مزيد من التوافق في السياسة، أي أن الوزارة المؤلفة من عدة أحزاب (وغالباً ما تكون ذات فكرانية (آيديولوجيا) مختلفة) يجب عليها أن تتوافق فيما يتعلق بسياسات الحكومة الائتلافية. والحسنة الأخرى تتمثل في أن الحكومة الائتلافية تعكس بشكل أفضل رأي القاعدة الانتخابية في البلد.
أما من يعارضون فكرة الحكومة الائتلافية فيعتقدون بأن حكومات كهذه تميل لأن تكون منقسمة على نفسها ومعرضة لعدم الانسجام. وذلك لأن الائتلافات إنما تتشكل من أحزاب مختلفة ذات توجهات مختلفة وقد لا تتفق دائماً على الطريق الصحيحة لإدارة سياسة الحكومة. وقد تكون نتائج الانتخابات في بعض الأحيان ذات طبيعة تجعل من الائتلافات المحتملة رياضياً غير ممكنة فكرانيا كما هي الحال في فلاندرز ببلجيكا أو أيرلندا الشمالية. والمشكلة الأخرى قد تمكن في قدرة الأحزاب الصغيرة في أن تكون صانعةَ للملوك وخاصة عندما تكون نتائج الأحزاب في الانتخابات متقاربة وأن تحصل على دعم أكبر مما تشير إليه أصواتها.